# Lista de representantes permanentes da Eslovénia nas Nações Unidas
Esta é uma lista de representantes permanentes da Eslovénia, ou outros chefes de missão, junto da Organização das Nações Unidas em Nova Iorque.
A Eslovénia foi admitida como membro das Nações Unidas a 22 de maio de 1992.
| Início | Término | Representante permanente (Chefe de missão) | Cargo                    | Credenciais |
| ------ | ------- | ------------------------------------------ | ------------------------ | ----------- |
| 1992   | 2000    | Danilo Türk                                | Representante permanente |             |
| 2000   | 2002    | Ernest Petrič                              | Representante permanente | 2000-05-17  |
| 2002   | 2006    | Roman Kirn                                 | Representante permanente | 2002-07-22  |
| 2007   | 2012    | Sanja Štiglic                              | Representante permanente | 2007-02-07  |
| 2013   | atual   | Andrej Logar                               | Representante permanente | 2013-09-03  |